# Pleurothallis bogarinii
Pleurothallis bogarinii är en orkidéart som beskrevs av Franco Pupulin och J.D.Zuñiga. Pleurothallis bogarinii ingår i släktet Pleurothallis och familjen orkidéer.
Artens utbredningsområde är Costa Rica. Inga underarter finns listade i Catalogue of Life.